# كلاوديا نيتو
كلوديا نيتو (بالبرتغالية: Cláudia Neto‏) هي لاعبة كرة قدم برتغالية، ولدت في 18 أبريل 1988 في بورتيماو في البرتغال. شاركت مع منتخب البرتغال لكرة القدم للسيدات. أما مع النوادي، فقد لعبت مع إسبانيول.

## وصلات خارجية
- كلوديا نيتو على موقع الاتحاد الأوربي (الإنجليزية)
- كلوديا نيتو على موقع اتحاد السويد (السويدية)
- كلوديا نيتو على موقع قاعدة بيانات كرة القدم.إي يو (الإنجليزية)
- كلوديا نيتو على موقع Soccerway.com (الإنجليزية)
- كلوديا نيتو على موقع عالم كرة القدم.نت (الإنجليزية)